# Pierre Giraud
Pierre Giraud, francoski rimskokatoliški duhovnik, škof in kardinal, * 11. avgust 1791, Montferrand, † 17. april 1850.

## Življenjepis
23. septembra 1815 je prejel duhovniško posvečenje.
9. januarja 1830 je bil imenovan za škofa Rodeza; potrjen je bil 5. julija istega leta in 30. novembra 1830 je prejel škofovsko posvečenje.
2. decembra 1841 je bil imenovan za nadškofa Cambraija; potrjen je bil 24. januarja 1842.
11. junija 1847 je bil povzdignjen v kardinala in imenovan za kardinal-duhovnika S. Maria della Pace.
Umrl je 17. aprila 1850.